# El Fanal
El Fanal és una associació cultural i ecologista fundada l'any 1987 per la defensa del medi ambient del Moianès, la divulgació d'informació sobre aquests temes i la sensibilització de la població. Les seves reivindicacions de protecció del patrimoni natural van acompanyat d'un raonament tècnic, científic i de communicació.
L'any 2012 El Fanal va celebrar el seu vint-i-cinquè aniversari. La reivindicació duta a terme durant aquests anys ha anat sempre lligada a denunciar problemes que afectessin les espècies, els ecosistemes i les relacions entre el medi i l'home en l'entorn del Moianès.